# Чилийская кунья акула
Чилийская кунья акула или  японская кунья акула  (Mustelus mento) — вид хрящевых рыб рода обыкновенных куньих акул семейства куньих акул отряда кархаринообразных. Обитает в восточной части Тихого океана. Размножается живорождением. Максимальная зафиксированная длина 130 см. Опасности для человека не представляет. Мясо этих акул употребляют в пищу. Впервые вид научно описан в 1877году.

## Ареал
Чилийские куньи акулы  обитают в умеренных водах восточной части Тихого океана от Лобос де Тьерра (Перу) до южной оконечности Чили, а также у Галапагосских островов и островов Хуан-Фернандес. Эти донные акулы встречаются на континентальном и островном шельфе, на глубине от 16 до 50 м.

## Описание
У чилийских куньих акул короткая голова и довольно плотное тело. Расстояние от кончика морды до основания грудных плавников составляет от 18% до 23% от общей длины тела. Морда слегка вытянутая и тупая. Овальные небольшие глаза вытянуты по горизонтали. По углам рта имеются губные борозды. Верхние борозды немного длиннее нижних. Рот довольно короткий, почти равен глазу, его длина составляет 2,5—3,5% от длины тела. Тупые и плоские зубы асимметричны, с небольшим центральным остриём. Внутренняя поверхность рта покрыта щёчно-глоточными зубчиками. Расстояние между спинными плавниками составляет 17—22% от длины тела. Грудные плавники крупные, длина переднего края составляет 12—17%, а заднего края 8,5—14% от общей длины соответственно. Длина переднего края брюшных плавников составляет 7,6—9,7% от общей длины тела. Высота анального плавника равна 2,8—3,9% от общей длины. Первый спинной плавник больше второго спинного плавника. Его основание расположено между основаниями грудных и брюшных плавников. Основание второго спинного плавника находится перед основанием анального плавника. Анальный плавник меньше обоих спинных плавников.  У края верхней лопасти хвостового плавника имеется вентральная выемка. Хвостовой плавник вытянут почти горизонтально. Окрас серый или серо-коричневый. Спину покрывают белые пятнышки. Брюхо светлое.

## Биология
Чилийские куньи акулы размножаются живорождением. В помёте до 7 новорожденных. Самца и самки достигают половой зрелости при длине 65—76 см и 86—90 см соответственно. Длина новорожденных около 30 см.

## Взаимодействие с человеком
Не представляет опасности для человека. Мясо употребляют в пищу. В Чили этих акул добывают больше всего на юге кустарным способом. В Перу введён запрет на добычу акул длиной менее 60 см. Международный союз охраны природы присвоил этому виду статус «Близкий к уязвимому положению».